# Rezerwat przyrody Mokre
Rezerwat przyrody Mokre – istniejący w latach 1958–2017 leśny rezerwat przyrody położony w województwie warmińsko-mazurskim, w powiecie węgorzewskim, w gminie Węgorzewo, nadleśnictwo Borki. Znajdował się na półwyspie wcinającym się w jezioro Dargin od północnego zachodu.
Akt powołujący rezerwat ukazał się w MP nr 16, poz. 106 z 15.03.1958 r.
Ochroną objęto las łęgowy o naturalnym
charakterze.
W 2017 roku terytorium rezerwatu Mokre przyłączono do otaczającego go rezerwatu Sztynort.